# 부산항 조계 조약
부산항 조계 조약(釜山港租界條約)은 1877년 1월 30일 조선과 일본 사이에 맺어진 조약이다. 강화도 조약 제4조와 5조에 근거하여 일본은 조선의 개항을 요구하였고 이로 인하여 부산항조계조약이 조인됨으로써 조선에 최초로 조계가 설정되었다.

## 같이 보기
- 강화도 조약